# Barbakán (Pécs)
A pécsi Barbakán egy gótikus stílusú barbakán, azaz előretolt kapuerőd, amely Pécs városának egyik szimbóluma, a belvárost körülvevő középkori várfal északnyugati sarkánál. A 15. századi kör alaprajzú bástya a hajdani püspökvár falrendszerének része volt. A történészek Kinizsi Pál hadvezér Pécsett tartózkodásához kötik a Barbakán megépülését. A lőrésekkel tagolt magas várfal nyugati sarkán elhelyezkedő építmény tetejéről páratlan kilátás nyílik a belvárosra.
Hazánkban Siklóson és Nagyvázsonyban látható még barbakán.

## Története
Az építmény célja az volt, hogy az ellenségnek a kapu ellen irányuló, merőleges támadását elhárítsa, és a támadás irányát amennyire csak lehet, a védőfallal párhuzamos irányba terelje. Így a támadók hosszabb ideig kerülhettek a védők fegyvereinek tűzvonalába. A felvonókapuval és hátsó híddal ellátott épületet jura-márga mészkőből építették, és körülötte vizesárok húzódott. A 21. század elejei kutatások szerint a barbakánt a 16. században Szatmári György püspöksége idején építették.
A törökök képtelenek voltak maguktól elfoglalni Pécs várát, ám végül mégis az övék lehetett, ugyanis az akkori püspökség elegendő haderő hiányában önként feladta azt, 1543-ban. A kaputorony az évszázadok során elveszítette harci fontosságát, állapota fokozatosan leromlott. 1787-ben az Esze Tamás utca kialakításakor áttörték a várfalat, a várárkot feltöltötték. Az 1870-es évekre a barbakán környéke gyakorlatilag már Pécs külvárosi részéhez tartozott. A Zsolnay család a 20. század elején teniszpályát építtetett a barbakánárokba, aminek a helyére később kosárlabdapálya került, amelyet télen átalakítottak korcsolyapályává. 1968-ban a barbakán épületét – a régi várfal többi részével együtt – rendbe hozták, és egy évszázad alatt újra a belváros részévé vált.

## A Barbakán szomszédsága
A püspöki székháztól délre, az egykori várárok helyén jött létre a Barbakán kert. Ennek végén áll Janus Pannonius szobra, akit Borsos Miklós formázott meg. A legnagyobb magyar humanista költő 1459 és 1472 között Pécs püspöke volt. Hiteles képmása nem maradt fenn, ezért a művész nem Janus Pannonius arcát emelte ki, hanem a humanista műveltséget és költészetet jelképező könyvet, amelyet féltőn szorít a szívére. A csaknem eredeti mélységében megmaradt nyugati várárok jelzi, hogy az erősség bevétele milyen komoly akadályok leküzdését kívánta meg az ostromlóktól.

## Galéria

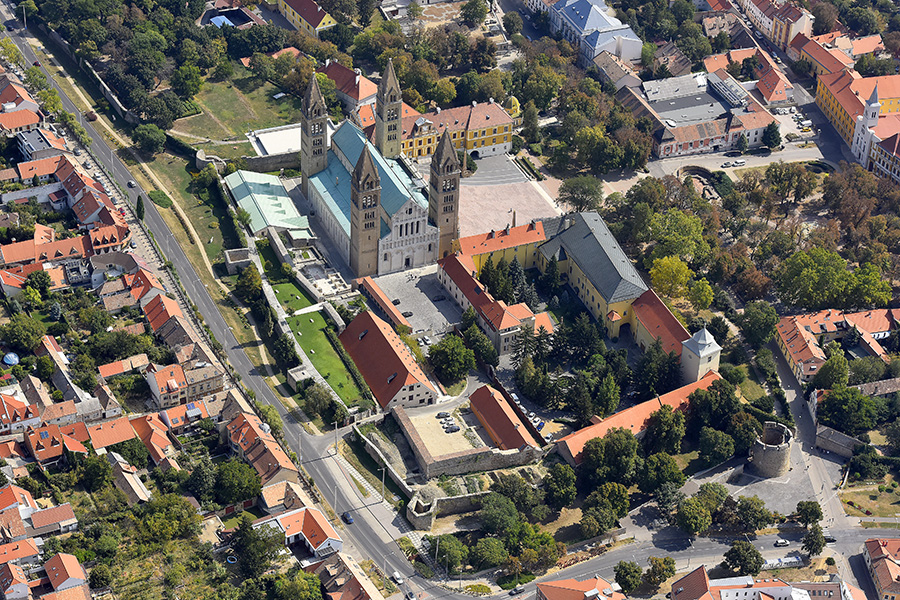
Pécsi székesegyház légi fotón
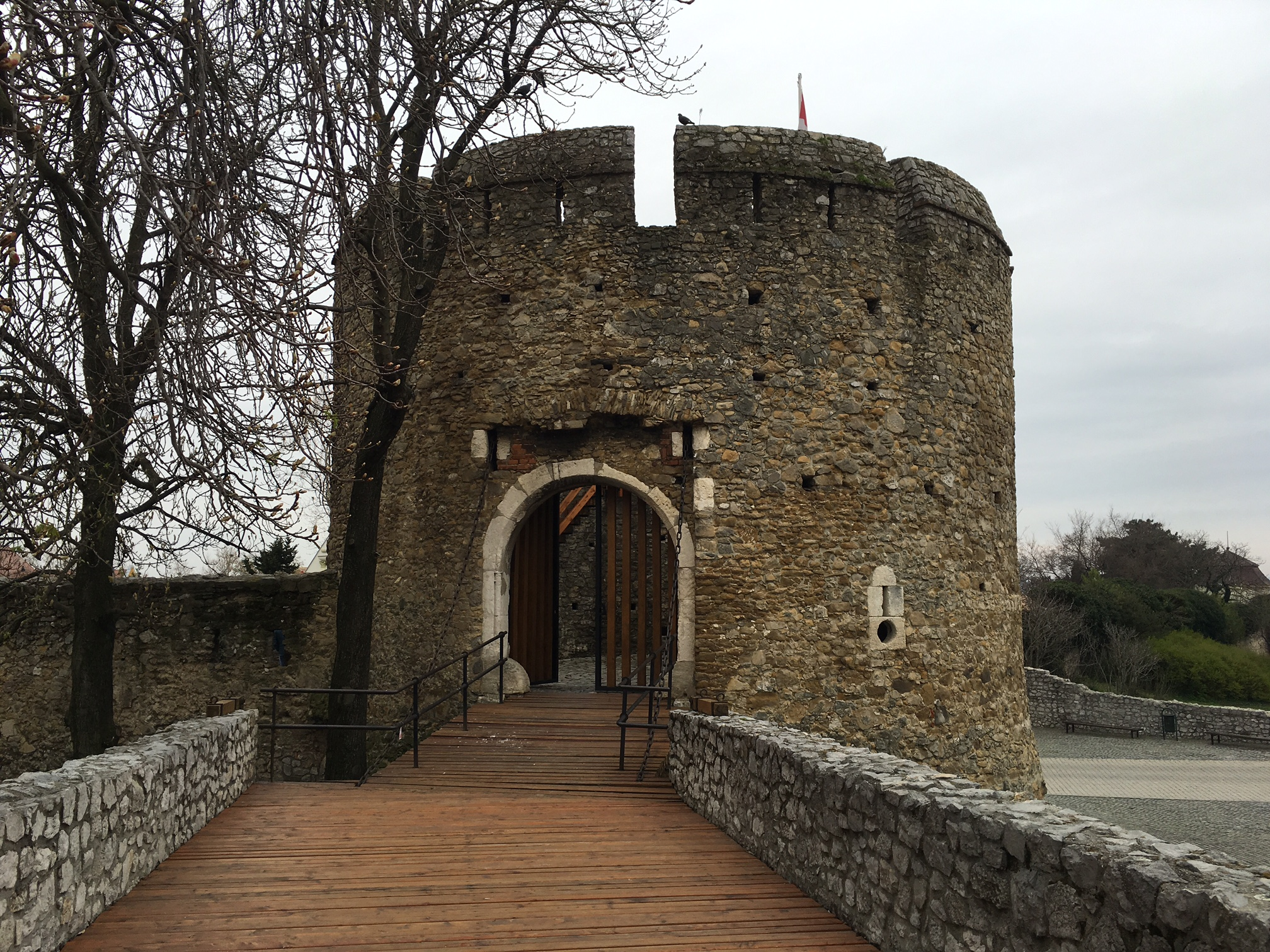
A barbakán 2016 márciusában
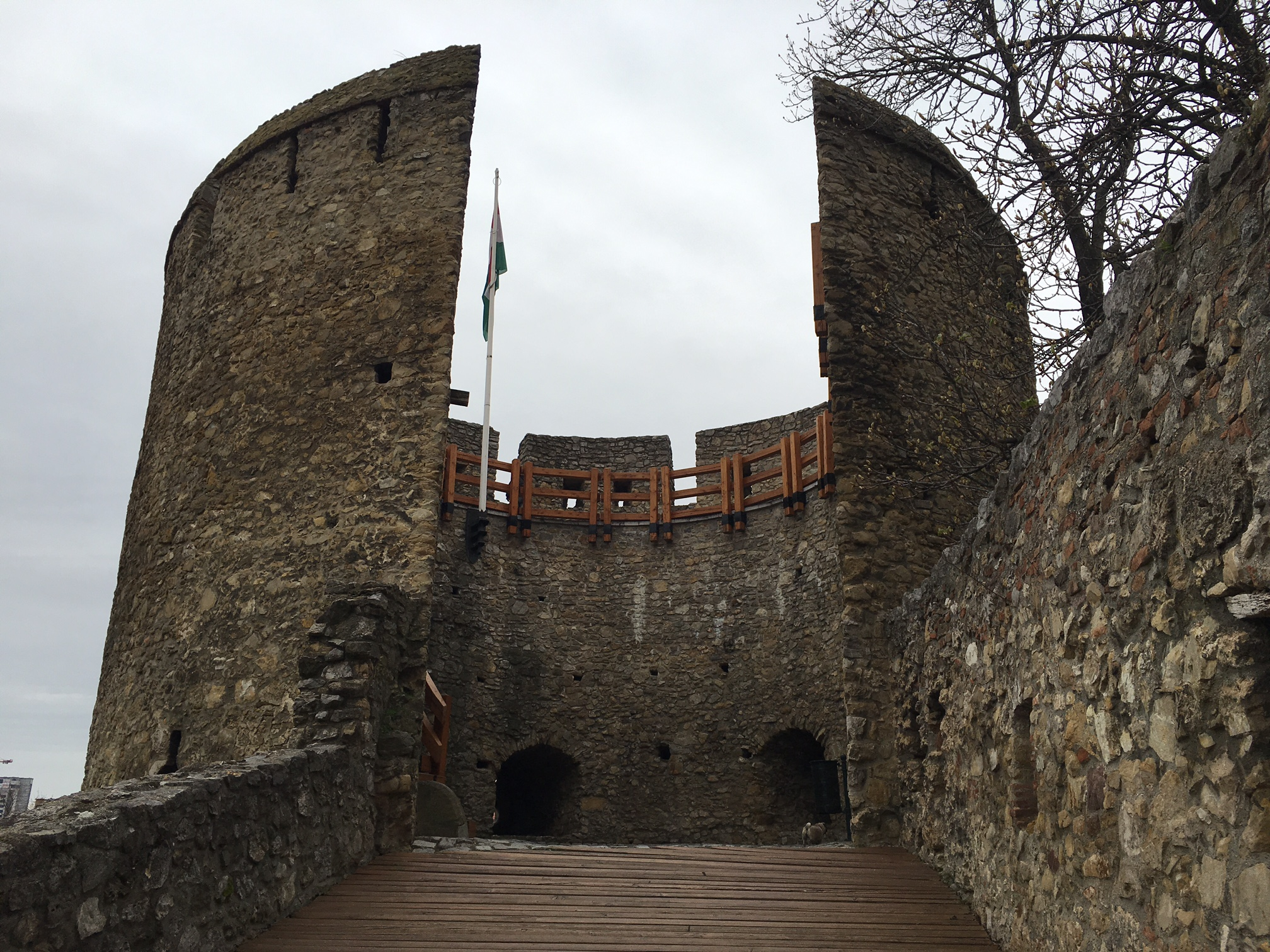
A barbakán belseje
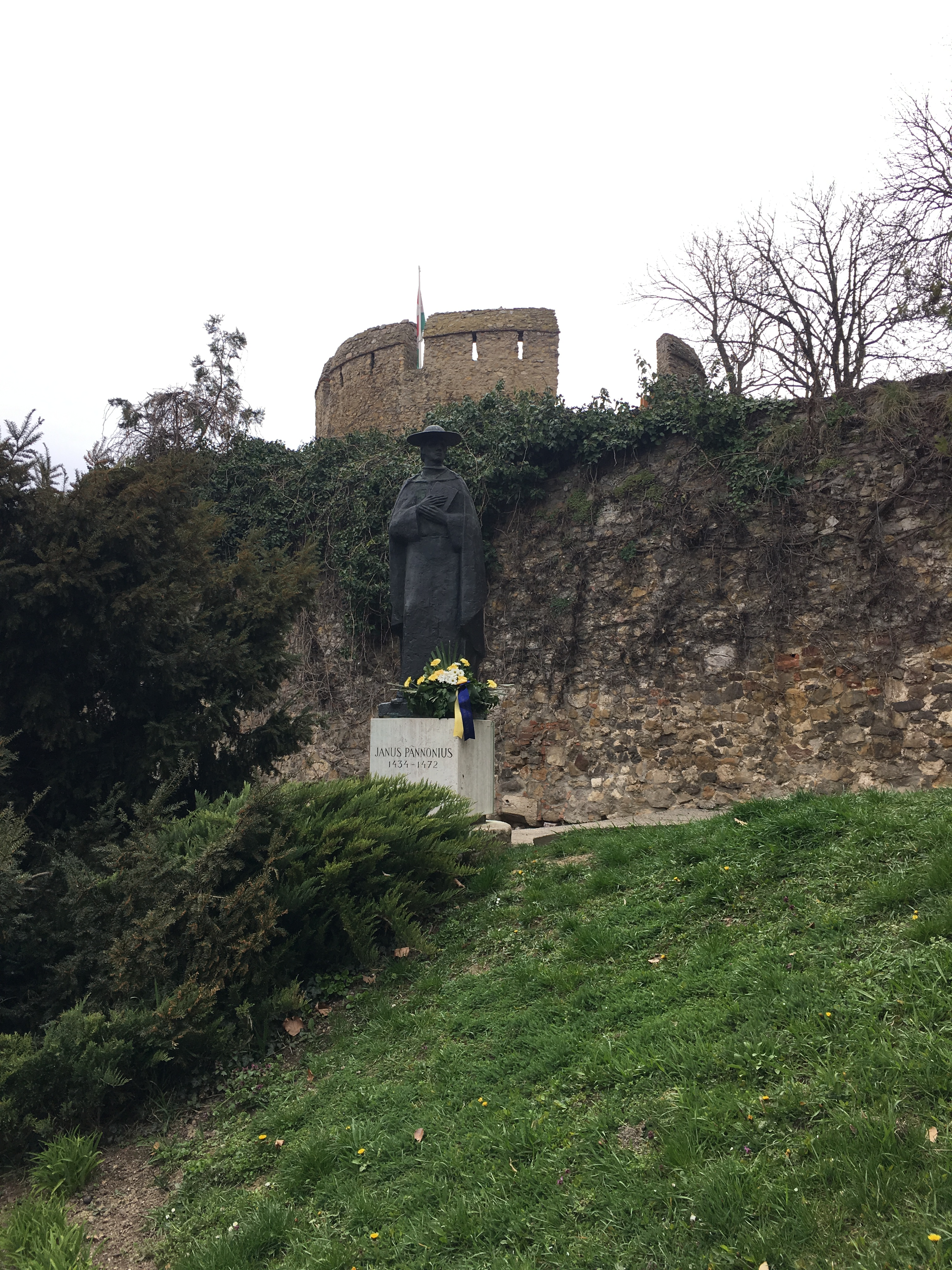
Janus Pannonius szobra, a háttérben a barbakán látható

## Közlekedés
A barbakán tövében 2019 nyarán a PécsiKe kerékpármegosztó rendszer dokkolóállomást létesített.